# Bréhand
Bréhand (tiếng Breton: Brehant-Monkontour, Gallo: Berhaund-Moncontór) là một xã của tỉnh Côtes-d’Armor, thuộc vùng Bretagne, tây bắc Pháp.

## Dân số
Người dân ở Bréhand được gọi là Bréhandais.